# 1838年鐵路
此條目列出1838年發生有關鐵路運輸的事件。

## 6月
- 6月4日：大西部鐵路首段通車，來往倫敦帕丁頓車站至梅登黑德的臨時站。
- 6月18日：紐卡素及卡萊爾鐵路（英语：Newcastle & Carlisle Railway）通車。

## 9月
- 9月17日：倫敦及伯明翰鐵路（英语：London and Birmingham Railway）全線通車。
- 9月22日：柏林－波茨坦鐵路通車，是普魯士的第一條鐵路。